# Shannon, Georgia
Shannon är en ort i Floyd County i delstaten Georgia, USA.